# Allioideae
Allioideae är en underfamilj av enhjärtbladiga blomväxter inom familjen amaryllisväxter. Allioideae räknades tidigare som en egen familj vid namn lökväxter (Alliaceae), men som numera slagits samman med och ersatts av amaryllisväxter (Amaryllidaceae).
I underfamiljen återfinns flertalet köksväxter under löksläktet, däribland gul lök, purjolök, gräslök och vitlök.